# Linhagem P.2
A linhagem P.2, também conhecida como a variante Zeta, é uma variante do SARS-CoV-2, o vírus que causa o COVID-19. Foi detectado pela primeira vez no estado do Rio de Janeiro, ele contém a mutação E484K, mas não as mutações N501Y e K417T. Ele evoluiu de forma independente no Rio de Janeiro sem estar diretamente relacionado com a variante Gamma de Manaus.
De acordo com o esquema de nomenclatura simplificado proposto pela Organização Mundial da Saúde, P.2 foi denominado "variante Zeta" e foi considerada uma variante de interesse (VOI), mas não uma variante de preocupação. Uma segunda onda foi precedida em novembro de 2020 pelo aumento da prevalência da variante Zeta entre as sequências genéticas do estado de São Paulo, depositadas no banco de dados GISAID. A partir de julho de 2021, o Zeta não é mais considerado uma variante de interesse da OMS.

## Mutações
O genoma Zeta tem 3 mutações de aminoácidos: E484K, D614G e V1176F, todas encontradas no código de proteína de spike do vírus. De acordo com os Centros de Controle e Prevenção de Doenças, o F565L foi detectado em algumas das sequências de variantes Zeta, mas não em todas.